# Фиделева, Марьяна Яковлевна
Марьяна (Мария) Яковлевна Фиделева (1907—?), советский режиссёр документального кино. Лауреат Сталинской премии второй степени  (1949).

## Биография
Режиссёр Московской студии кинохроники в 30-е годы, работала в научно-популярном кино.

## Фильмография
- 1935-40 — Москва. Тушино (фильм) [1]
- 1938 — Всенародный праздник [2][3]
- 1940 — Флаг поднят (фильм) (совм. с С. Степановой)[4]

## Награды и премии
- Медаль «За трудовое отличие» (14 апреля 1944 года) — за успешную работу в области советской кинематографии в дни Отечественной войны и выпуск высокохудожественных кинокартин[5]
- Сталинская премия второй степни (1949) — за фильм «На страже мира»[6]